# Wonderland (album de Beata Przybytek)
Pour les articles homonymes, voir Wonderland.
Albums de Beata Przybytek (pl)
The Island
(2004) I'm Gonna Rock You
(2012)
Wonderland est un album-hommage de la chanteuse et pianiste polonaise de jazz Beata Przybytek (pl) à l'auteur-compositeur-interprète Stevie Wonder, sorti en 2005.
Troisième album de l'artiste, elle invite plusieurs musiciens de jazz dont le saxophoniste Janusz Muniak, les guitaristes Jarek Śmietana (en) et Jacek Królik (pl), et le percussionniste Sławomir Berny (pl).
L'album est constitué d'adaptations acoustiques et de nouveaux arrangements de chansons de Wonder.

## Listes des pistes
| Wonderland - CD | Wonderland - CD                 | Wonderland - CD         | Wonderland - CD | Wonderland - CD | Wonderland - CD | Wonderland - CD | Wonderland - CD | Wonderland - CD | Wonderland - CD |
| No              | Titre                           | Auteur                  | Durée           |                 |                 |                 |                 |                 |                 |
| --------------- | ------------------------------- | ----------------------- | --------------- | --------------- | --------------- | --------------- | --------------- | --------------- | --------------- |
| 1.              | Cryin' Through The Night        | Stevie Wonder           | 4:43            |                 |                 |                 |                 |                 |                 |
| 2.              | As                              | Wonder                  | 5:00            |                 |                 |                 |                 |                 |                 |
| 3.              | Have A Talk With God            | Wonder, Calvin Hardaway | 4:41            |                 |                 |                 |                 |                 |                 |
| 4.              | All In Love Is Fair             | Wonder                  | 5:00            |                 |                 |                 |                 |                 |                 |
| 5.              | Isn't She Lovely                | Wonder                  | 5:52            |                 |                 |                 |                 |                 |                 |
| 6.              | Lately                          | Wonder                  | 5:16            |                 |                 |                 |                 |                 |                 |
| 7.              | My Eyes Don't Cry               | Wonder                  | 4:49            |                 |                 |                 |                 |                 |                 |
| 8.              | Summer Soft                     | Wonder                  | 4:34            |                 |                 |                 |                 |                 |                 |
| 9.              | You Will Know                   | Wonder                  | 4:45            |                 |                 |                 |                 |                 |                 |
| 10.             | You Are the Sunshine of My Life | Wonder                  | 3:38            |                 |                 |                 |                 |                 |                 |
| 48:22           |                                 |                         |                 |                 |                 |                 |                 |                 |                 |

## Format
L'album, autoproduit, sort en disque compact en 2005 chez Not Two Records (de) (référence MW 767-2). Il est distribué en Pologne et au Japon.

## Crédits
- Beata Przybytek (pl) : voix
- Ryszard Balcer : batterie
- Konrad Basiuk : basse
- Dorota Zaziąbło : piano
- Janusz Muniak : saxophone ténor
- Jarek Śmietana (en), Jacek Królik (pl) : guitare
- Sławomir Berny (pl): percussions
- Lukasz Wozniak : photographie